# Paracis ijimai
Paracis ijimai is een zachte koraalsoort uit de familie Plexauridae. De koraalsoort komt uit het geslacht Paracis. Paracis ijimai werd in 1909 voor het eerst wetenschappelijk beschreven door Kinoshita. 